# 坂戸よさこい
坂戸よさこい（さかどよさこい）とは、埼玉県坂戸市で毎年10月に開催されている、よさこい祭り形式の祭り。

## 概要
市制施行25周年の記念として、2001年（平成13年）に始まった。開催時期は毎年8月の下旬だったが、2015年（平成27年）の第15回よさこい祭りより10月に開催されることとなった。坂戸市では、学校の体育祭でもよさこいが行われている。演舞場の広さと参加チームの多さは首都圏で最大であり、毎年110チーム・7千人を超える。第14回は79チーム参加（恐らく他のよさこいと重なったため減ったと思われる）来場者数は19万人。2015年（平成27年）第15回は66チーム参加（昨年より減少）来場者数19万8千人。2016年（平成28年）第16回はさらに減少し60チーム参加。2017年（平成29年）第17回は58チームが参加（第16回よりさらに減少）。
2018年 (平成30年) 第18回65チーム参加予定
2005年（平成17年）の第5回開催よりコンテスト形式の審査が導入された。審査により「大賞」「準大賞（2団体）」「高知市長賞」「高知県知事賞」「よさこい祭り振興会長賞」「優秀賞（3団体程度）」「審査員特別賞（6団体程度）」が決定される。

## 歴史
2001年（平成13年）市制施行25周年記念として第1回坂戸よさこいを開催した。この年は2日間での開催だった。
2005年（平成17年）第5回より前夜祭がスタート
2006年（平成18年）市制施行30周年として開催　イメージキャラクターのさかっちが誕生、坂戸よさこいオリジナル曲が完成
2007年 (平成19年)　第7回からテレ玉、ケーブルテレビにて放送開始
2009年 (平成21年)　ステージ会場が坂戸小学校校庭から坂戸市文化会館大駐車場に変更
2010年（平成22年）第10回は全国よさこいサミットinさかどを同時開催
2011年（平成23年）第11回本祭は、東日本大震災の復興支援を目的として開催され、流し踊り会場を半減すると共に、節電対策として前夜祭及び本祭の夜間は実施が見送られた。
2012年（平成24年）は通常開催に戻ったが、前年に続き前夜祭の開催は見送られた。
2013年（平成25年）は昨年まで中止していた前夜祭が復活し、第11回～12回の2日間から第10回までの3日間に戻された。
2014年（平成26年）第14回も3日間開催した。
2015年（平成27年）第15回は例年とは違い8月から10月に変更して昨年同様3日間の開催で、この年より2会場減り7会場での開催になった。なお、減った2会場は8月に夏よさこいとして使用された。
2016年（平成28年）第16回は昨年と同じく10月で、第12回以来3年ぶりに2日間での開催。また、この年は市制施行40周年記念として開催され、前夜祭は実施しないと発表された。
2017年（平成29年）第17回は2016年と同様に10月で2日間での開催。これにより事実上前夜祭は廃止、また、よさこいアンケートを紙媒体のみならずWEBを活用して広く声を集められるよう工夫。
2018年（平成30年）第18回、前年より一時間繰り上げ開始に伴い終了時間も１時間繰り下げで開催。
2019年 (令和元年)~2022年(令和4年) 開催中止。
2023年(令和5年) 5年ぶりの開催が決定　新型コロナウィルス対策として１日のみで開催。
2024年(令和6年)~2025年（令和7年）1日のみ開催

## 参加チーム数
第1回～第13回までの参加チーム数は、現在情報は公開されてないため不明。
第14回79チーム参加。
第15回 66チーム参加
第16回 60チーム参加
第17回 58チーム参加
第18回 65チーム参加
第19回 台風19号の影響で中止。
第20回~第22回　新型コロナウィルスの影響により中止。
第23回　44チーム参加
第24回　50チーム参加
第25回　48チーム参加予定

## 賞
※2024年現在は審査形式では実施されていません
よさこい大賞（実行委員会会長賞）
準大賞（市長賞、県知事賞）
高知市長賞
高知県知事賞
よさこい祭振興会長賞
優秀賞（市議会議長賞、埼玉県観光協会長賞、坂戸市商工会長賞）
さかっち賞（第17回より導入）
審査員特別賞

## 備考
毎年よさこい開催翌月の市広報で来場者数が記載される。

## 会場
- ステージ会場　
  - 坂戸市文化会館大駐車場（第9回～）

- パレード会場
  - 東1会場（第3回～）
  - 東2会場（第3回～）※審査会場
  - 元町会場（第1回～）
  - サンロード会場(第25回)

- いままで使用していた会場
  - 坂戸小学校校庭（第1回～第8回まで）※ステージ会場
  - 中町・本町会場（第1回～第14回まで）
  - 中央会・サンロード（第2回～第14回まで）
  - 駅南口会場（第5回～第15回まで）※前夜祭会場のみ使用 一部年は本祭会場
  - 坂戸市文化会館大ホール（第15回)
  - 北坂戸１会場（第3回～第18回まで）
  - 北坂戸2会場（第3回～第18回まで）
  - 駅北口会場（第1回～第18回まで）※第15回・16回は坂戸・夏よさこい会場として

## 特徴
演舞場は市内中心部の道路を用いて200～350mの会場を複数設け、反時計回りにほぼ一周するようにつながっていて地方車と呼ばれる音響設備搭載車両が100mを約4分で進みながらチーム演舞を引っ張る流し流し踊り（パレード形式）である。ステージ会場を除いたほぼ全ての会場が、ルーピングと呼ばれる楽曲を連続して再生する流し踊り形式である。
流し踊りはよさこい祭りに準じた運営形式のため、毎年11月に静岡県沼津市で開催されるよさこい東海道とともに「高知系よさこい」と言われる所以である。

## テレビ放映
- J:COM川越（第18回　アプリ「ど・ろーかる」で2日目のみ生配信）
- テレ玉（一部年のみ）
  - 過去に放送していた局
- テプコケーブルテレビ（JCN関東へ引き継ぎ）
- おーい!ひろいき村（第15回のみ、よさこい企画として）